# Radikal 187
Radikal 187 mit der Bedeutung „Pferd“ ist eines von acht traditionellen Radikalen der chinesischen Schrift, die aus zehn Strichen bestehen.
Mit 85 Zeichenverbindungen in Mathews’ Chinese-English Dictionary kommt es oft im Wörterbuch vor.
Das Kurzzeichen 马 für Pferd  in der VR China lässt trotz der Vereinfachung auf nur mehr drei Striche noch seine Herkunft erkennen.
Das ursprüngliche Zeichen zeigte ein Pferd mit wehender Mähne.
In zusammengesetzten Zeichen deutet dieses Radikal das Begriffsfeld Pferd an, wie z. B. in
骑 (= reiten),
驰 (= galoppieren),
驴 (= Esel)
冯 (= galoppieren, mit 冫 = 冰 als Lautträger) und
驾 (= anspannen).
Auch 骗 (= betrügen) steht in diesem Kontext, denn die ursprüngliche Bedeutung war „auf ein Pferd aufspringen und wegreiten“.
Sehr häufig dient 馬 (马 ma) als Lautträger, wie zum Beispiel:
妈 (= Mutter),
吗 (= Fragepartikel),
玛 (= Achat),
码 (= Nummer) und
骂 (= schimpfen = zweimal 口 Mund).
Das Pferd gilt nach dem chinesischen Kalender als ungeduldig. Pferdejahre (午 wǔ) sind:
| 25. Januar  | 1906 bis 12. Februar | 1907 – Feuer  |
| 11. Februar | 1918 bis 31. Januar  | 1919 – Erde   |
| 30. Januar  | 1930 bis 16. Februar | 1931 – Metall |
| 15. Februar | 1942 bis 04. Februar | 1943 – Wasser |
| 03. Februar | 1954 bis 23. Januar  | 1955 – Holz   |
| 21. Januar  | 1966 bis 08. Februar | 1967 – Feuer  |
| 07. Februar | 1978 bis 27. Januar  | 1979 – Erde   |
| 27. Januar  | 1990 bis 14. Februar | 1991 – Metall |
| 12. Februar | 2002 bis 31. Januar  | 2003 – Wasser |
| 31. Januar  | 2014 bis 18. Februar | 2015 – Holz   |

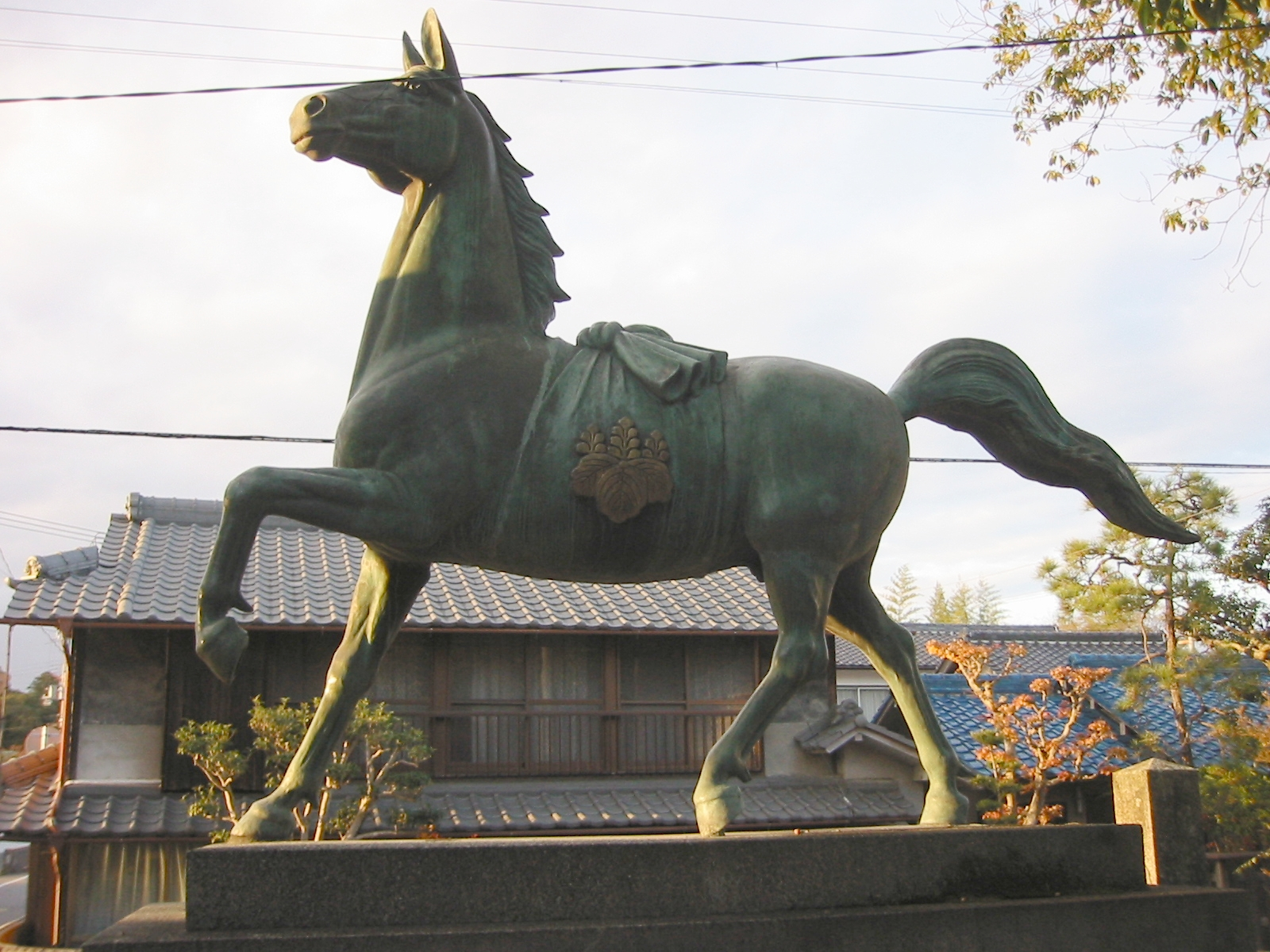
Galoppierendes Pferd

Menschen, die in Pferdejahren geboren wurden gelten u. a. als beredsam, umgänglich, charmant, fröhlich und sportlich. Möchte man negative Eigenschaften aufzählen so könnte man sagen sie wären aufsässig, ungeduldig, unberechenbar, verschwenderisch und streitsüchtig.
Das Kurzzeichen des Radikals 187 ist 马; mit 馬 werden Zeichenverbindungen von U+99AC bis 䯂 U+9A6B codiert, anschließend daran mit 马 von U+9A6C bis 骧 U+9AA7.

## Schriftzeichenverbindungen, die vom Radikal 187 regiert werden
| Striche | Zeichen                                                                                         |                                     |
| ------- | ----------------------------------------------------------------------------------------------- | ----------------------------------- |
| +0      | 馬                                                                                              | 马                                  |
| +02     | 䭴 馭 馮 馱                                                                                     | 驭                                  |
| +03     | 䭵 䭶 馯 馰 馲 馳 馴 馵                                                                         | 驮 驯 驰                            |
| +04     | 䭷 䭸 䭹 䭺 䭻 䭼 䭽 䭾 馶 馷 馸 馹 馺 馻 馼 馽 馾 馿 駀 駁 駂 駃 駄 駅 駆 駇                   | 驱 驲 驳 驴                         |
| +05     | 䭿 䮀 䮁 䮂 䮃 䮄 䮅 駈 駉 駊 駋 駌 駍 駎 駏 駐 駑 駒 駓 駔 駕 駖 駗 駘 駙 駚 駛 駜 駝 駞 駟 駠 | 驵 驶 驷 驸 驹 驺 驻 驼 驽 驾 驿 骀 |
| +06     | 䮆 䮇 䮈 䮉 䮊 䮋 䮌 䮍 䯃 駡 駢 駣 駤 駥 駦 駧 駨 駩 駪 駫 駬 駭 駮 駯 駰 駱 駲                | 骁 骂 骃 骄 骅 骆 骇 骈 骉          |
| +07     | 䮎 䮏 䮐 䮑 䮒 䯄 駴 駵 駶 駷 駸 駹 駺 駻 駼 駽 駾 駿 騀 騁 騂 騃                               | 骊 骋 验 骍 骎 骏                   |
| +08     | 䮓 䮔 䮕 䮖 䮗 䮘 䮙 䮚 䮛 駳 騄 騅 騆 騇 騈 騉 騊 騋 騌 騍 騎 騏 騐 騑 騒 験                   | 骐 骑 骒 骓 骔 骕 骖                |
| +09     | 䮜 䮝 䮞 䮟 䮠 䮡 䮢 騔 騕 騖 騗 騘 騙 騚 騛 騜 騝 騞 騟 騠 騡 騢 騣 騤 騥 騦 騧 騨             | 骗 骘 骙 骚 骛                      |
| +10     | 䮣 䮤 䮥 䮦 䮧 䮨 䮩 䯅 騩 騪 騫 騬 騭 騮 騯 騰 騱 騲 騳 騴 騵 騶 騷 騸                         | 骜 骝 骞 骟                         |
| +11     | 䮪 䮫 䮬 䮭 䮮 䮯 䮰 䮱 騹 騺 騻 騼 騽 騾 騿 驀 驁 驂 驃 驄 驅 驆 驇                            | 骠 骡 骢                            |
| +12     | 䮲 䮳 䮴 䮵 䮶 驈 驉 驊 驋 驌 驍 驎 驏 驐 驑 驒 驓 驔 驕                                        | 骣                                  |
| +13     | 䮷 䮸 䮹 驖 驗 驘 驙 驚 驛 驜                                                                   |                                     |
| +14     | 䮺 䮻 䮼 驝 驞 驟                                                                               | 骤                                  |
| +15     | 䮽                                                                                              |                                     |
| +16     | 䮾 驠 驡 驢 驣                                                                                  | 骥                                  |
| +17     | 䮿 驤 驥 驦 驧                                                                                  | 骦 骧                               |
| +18     | 䯀 驨 驩                                                                                        |                                     |
| +19     | 䯁 驪 驪                                                                                        |                                     |
| +20     | 驫                                                                                              |                                     |
| +24     | 䯂                                                                                              |                                     |

 Im Unicodeblock Kangxi-Radikale ist das Radikal 187 unter der Codepointnummer 12.218 (U+2FBA) codiert.